# Ardices fulvohirta
Ardices fulvohirta là một loài bướm đêm thuộc phân họ Arctiinae, họ Erebidae.